# Bishnois
Cộng đồng các tín đồ Bishnoi, chữ "Bishnoi" có nguồn gốc từ nghĩa của chữ bis (hai mươi) và nai (chín) tức là các tín đồ tuân thủ theo 29 nguyên tắc được đặt ra bởi Giáo sĩ Guru Jambheshwar. Bishnois được biết đến như là nhà bảo tồn thiên nhiên đầu tiên trên thế giới. Guru Jambheshwar đã đưa ra thông điệp để bảo vệ thực vật và động vật hoang dã khoảng 540 năm trước, khi chưa ai dự đoán rằng làm tổn hại đến môi trường có nghĩa là làm hại chính mình. Ông đã trình bày hai mươi chín điều, những giáo lý không chỉ phù hợp với bảo tồn đa dạng sinh học của khu vực mà còn đảm bảo một cuộc sống xã hội thân thiện với môi trường và lành mạnh cho cộng đồng.
Trong số 29 giáo điều, có 10 điều nói về vệ sinh cá nhân và duy trì tốt sức khỏe cơ bản, bảy hành vi xã hội lành mạnh, và năm nguyên lý để thờ phượng Chúa. Tám giáo lý đã được quy định để bảo tồn đa dạng sinh học và khuyến khích chăn nuôi tốt, chúng bao gồm lệnh cấm giết mổ động vật và hủy hoại cây xanh, dung dưỡng và bảo vệ cho tất cả các cá thể sống khác. Cộng đồng cũng được hướng dẫn để thấy rằng củi (chất đốt) họ sử dụng thì không còn côn trùng ở bên trong. Mặc vải màu xanh là bị cấm vì thuốc nhuộm màu họ thu được bằng cách đốn hạ số lượng lớn cây cỏ.
Năm 1730, 363 Bishnoi nam giới, phụ nữ và trẻ em đã hy sinh để bảo vệ đốn hạ cây từ Quân đội của Hoàng gia. Sự cố này xảy ra tại Khejarli, một ngôi làng ở huyện Jodhpur, Rajasthan, cách 26 km về phía đông của thành phố Jodhpur, Ấn Độ. Trong vụ việc này, 363 Bishnoi hy sinh mạng sống của họ trong khi bảo vệ cây bằng cách dùng thân mình để che chắn, đây là sự kiện đầu tiên của phong trào Chipko trong lịch sử.
Trong điều tra dân số khác nhau của Ấn Độ, cộng đồng các tín đồ Bishnoi được tìm thấy ở Rajasthan, Punjab, Haryana, Madhya Pradesh và Uttar Pradesh. Bishnoi được thành lập bởi Guru Jambheshwar ở Bikaner, sinh năm 1451, và được an táng tại Talwa / Mukam ở Bikaner. Tên tinh thần của ông là Jambhaji. Ông để lại cho những tín đồ của mình một bộ kinh thư, trong đó các nhân vật được gọi là Nagri Shabdwani bao gồm 120 "SHABDS". Những tín đồ của giáo phái này là con cháu của những người nhập cư từ Bikaner, các bộ phận của Haryana và Punjab và được đặc quyền bởi Jat hoặc một số Rajput bởi đặc cấp, mặc dù họ thường từ bỏ tên đặc cấp và mô tả bản thân đơn giản như tín đồ Bishnoi. Họ không cho phép hôn nhân liên giai cấp. Bên cạnh đó, có những người đi theo từ nhiều cấp khác như Vaishya, Agarwals và Guptas được tìm thấy chủ yếu ở Uttar Pradesh. Thường khi công việc chính của họ là kinh doanh, nhưng ngày nay các Bishnoi đã quyết liệt phát triển trong các lĩnh vực công nghệ thông tin, kỹ thuật, công việc của chính phủ, dịch vụ quốc phòng, ngoại giao, đoàn thể xã hội.

## Nội dung của 29 giáo lý
1. Thực hiện cách ly người mẹ và trẻ sơ sinh trong vòng 30 ngày sau khi sinh để ngăn ngừa nhiễm bệnh cho họ (Được chăm sóc và nghỉ dưỡng sức khỏe sau khi sinh trong giai đoạn khi sức khỏe cả hai đều còn yếu và rất dễ bị nhiễm bệnh)
2. Người phụ nữ phải tránh tất cả các hoạt động trong 5 ngày chu kỳ kinh nguyệt của mình. (nghỉ ngơi bắt buộc với người phụ nữ trong những ngày này)
3. Tắm vào buổi sáng sớm mỗi ngày.
4. Duy trì  sự trong sạch thân thể và tâm hồn, luôn giữ hành vi khiêm tốn, không đố kỵ v.v...
5. Thiền định mỗi ngày hai lần: sáng và tối.
Thiền buổi sáng để suy ngẫm về các hoạt động dự kiến trong ngày, cho dù hành động của mình là đúng, chiêm nghiệm tôi sẽ làm điều gì đó chống lại các quan điểm sống của tôi. Ngoài ra, cầu nguyện Thần linh để định hướng và tiếp sức cho hành động sắp tới.
Thiền buổi tối để xem xét kết quả hoạt động trong ngày, tôi có làm điều gì sai trái? Tôi đã làm tổn thương một ai đó? Tôi đã lãng phí thời gian quý báu, hay đã dành cả ngày cho công việc có ích ?.
6. Ca tụng (niệm kinh chú) sự vinh quang và đức hạnh của Thần Vishnu mỗi tối.
7. Thực hiện nghi lễ Sandhya hàng ngày (để hiến dâng ngọn lửa thiêng liêng với trái tim đầy cảm xúc của phúc lợi, tình yêu và sự tận tâm)
Cảm giác hạnh phúc của tất cả chúng sinh.
Tình yêu thiên nhiên (và cả thế giới).
Lòng sùng kính Ngài.
8. Dùng nước, sữa đã tinh lọc và cẩn thận làm sạch chất đốt (củi). (Để làm cho không còn vi khuẩn trong nước và sữa. Trong củi đốt sẽ không có côn trùng bị đốt cháy)
9. Trau chuốt lời nói của mình! Hãy suy nghĩ trước khi nói.
10. Hãy để sự vị tha luôn ngự trị trong lòng. (Sự tha thứ là điều thánh thiện. Đức tính này có thể nâng một người bình thường lên các chuẩn mực của tâm hồn vĩ đại trên thế giới)
11. Làm việc thiện để giúp thanh thản tâm hồn.
12. Không trộm cắp. (hoặc cố gắng để sở hữu những thứ của người khác thông qua gian lận, hoặc hành vi trộm cắp)
13. Không được nhục mạ, lên án hoặc xúc phạm người khác, cũng như nói xấu khi họ vắng mặt. (Điều này khác với phê bình công khai. Phê bình được thực hiện một cách công khai với mục tiêu cải thiện, trong khi mắng / lên án một người nào đó chỉ để phỉ báng của uy tín của họ trong mắt của người nghe hoặc cộng đồng. Chỉ trích người khác là hành động hèn nhát và cũng như ghen tị hay hận thù.
14. Không được nói dối. (Một kẻ nói dối không bao giờ có được sự tôn trọng của người khác).
15. Đừng lãng phí thời gian để tranh luận. (lưu ý: điều này không cản trở những cuộc tranh luận lành mạnh về các vấn đề liên quan đến an sinh của cộng đồng).
16. Thực hiện thiền định trong đêm không trăng (sau đêm trăng tròn khoảng 2 tuần). Nghiệm về những việc làm có ích cho cộng đồng trong tương lai.
17. Luôn niệm danh Thần Vishnu.
18. Xin thương xót tất cả chúng sinh và yêu thương họ.
19. Không đốn hạ cây xanh.
20. Luôn khắc phục lòng ham muốn, giận dữ, ghen tị, tham lam và tấn công kẻ khác.
21. Chấp nhận thực phẩm và nước uống tinh khiết bằng lòng thành khi đi đến nơi ngoại giáo.
22. Luôn che chở, dung dưỡng súc vật để tránh chúng bị giết mổ.
23. Không thiến bò đực.
24. Không dùng thuốc phiện hay bất kỳ sản phẩm có chứa thuốc phiện.
25. Không sử dụng thuốc lá và các sản phẩm của nó.
26. Không dùng cần sa.
27. Không uống rượu.
28. Không ăn thịt động vật, chỉ thuần ăn chay.
29. Không mặc y phục màu xanh.

## Nơi Hành Hương
Các địa điểm hành hương nổi bật nhất của cộng đồng Bishnois nằm ở ngôi làng được gọi là Mukam tại Nokha Tehsil, quận Bikaner, Rajasthan. Địa điểm hành hương quan trọng khác thuộc Bishnoi là Samrathal Dhora (cách 3 km từ Mukam), Pipasar, Jangloo, Lohawat, Lodipur, Bhur Tiba và Prachin Vishnoi Mandir Quận Kanth, Moradabad, Sameliya, Rotu, Lalasar và Jambolav.